# آداب إسلامية
الآداب الإسلامية هي مجموعة سلوكيات وأفعال وتصرفات حمیدة وردت في الشریعة الإسلامیة وتؤدي إلی احترام النفس واحترام الآخرين في المجتمع. تشتمل هذه الآداب علی كيفية احترام الذات واحترام الآخرين وحسن التعامل معهم بطرق حسنة ولبقة أو تشتمل علی آداب في الخصال الحميدة أو السلوك المقبول اجتماعيا.
وتزخر أحكام الشريعة الإسلامية ونصوصها بشتى الآداب والسلوكيات، فللأكل آدابه، وللشرب آدابه، وللركوب والدخول والخروج، وكذلك لدخول المساجد والخروج منها، والسفر والإقامة والنوم آدابها، ولقضاء الحاجة وللكلام وللسكوت والاستماع وللعطاس والتثاؤب آدابه وإلى غير ذلك.

## أهمية الآداب في الإسلام
الآداب السلوكية تعبر عن الأناقة السلوكية، وهي مجموعة تصرفات وهيئات حسنة مختلفة تتلبّس بها الأعمال الصادرة عن الإنسان وتؤدي إلی منافع وإيجابيات ترجع إلی الإنسان أولاً وتنعكس علی الآخرين. فقد حث الإسلام ونصح بالعديد من التصرفات والأفعال في التعامل مع الآخرين وقد نظم حياة الإنسان في جميع أحواله فشرع له آداباً تغطي جميع جوانب حياته، سواء كان في التحية أو الأكل أو الشرب أو الوقوف أو المشي أو الابتسامة في وجه الآخر أو الحديث أو زيارة مريض إلى غير ذلك من التعاملات اليومية بين الناس.

## بعض الآداب الإسلامية
إن دائرة الآداب في الإسلام واسعة جدا، يذكر منها ما يلي:
- من الآداب الإسلامية التي شرعت بمناسبة المولود الجديد هي: الأذان في أذنه اليمنى والإقامة في أذنه اليسرى، واختيار اسم حسن له، وتحنيكه وذبح العقيقة له وحلق رأسه والتصدّق بوزن شعره وكذلك ختان المواليد الذكور.[3][4]
- ومن آداب الأكل يستحب أن يغسل الإنسان يده قبل أن يأكل الطعام ويغسلها بعده، وأن يبدأ فيه بالبسملة ـ بسم الله ـ ويختم بالحمدلة ـ الحمد لله ـ أن يأكل بيمينه ويأكل دون الشبع ولا يسرف في الأكل وأن لا ينظر إلى الآخرين ويأكل مما يليه وغير ذلك من الآداب والسنن.[5][6]
- وآداب الشرب كثيرة منها التسمية عند أوله والحمد عند آخره، ويستحب الشرب باليمين، ويكره الشرب بالشمال ويكره الشرب بنفس واحد بل ينبغي أن يكون ذلك بثلاثة أنفاس.[7]
- من آداب النظافة يجب أن يكون الإنسان نظيفُا في ثيابه ومظهره الخارجي، ويجب أن يعتني بالنظافة الجسديّة من الأمور اليوميّة، بجميع أجزاء الجسم المختلفة من ناحية الأسنان والفم واللسان والأظافر ورائحة الجسم وإزالة الشعر وقد حث الرسول على السواك ونهى عن أكل ما فيه رائحة كريهة ثم الاجتماع بالناس، كما يستحب التطيب والتعطر بالروائح العطرة والطيبة.[8][9]
- وآداب الضيافة كثيرة، وهي تنقسم إلى شقين، هما آداب المضيف وهو صاحب الضيافة، وآداب الضيف. فللدّعوة آدابها، وللإجابة آدابها، وللحضور ولتقديم الطعام وللأكل آداب، وأما الانصراف أيضا له آداب.[10]
- وهناك آداب فيما يتعلق بالموت، من آداب تغسيل الميّت وتكفينه وتحنيطه والصلاة عليه ثم تشييعه ودفنه.[11][12]